# Ángel Fachinetti
Ángel Fachinetti Robles (Montevideo, 27 de diciembre de 1931 - 18 de marzo de 2004), político uruguayo perteneciente al Partido Colorado.
Casado con en primeras en nupcias con Alba Rosa Rible y en segundas nupcias con Maria Ester Castiñeira,cuatro hijos dos del primer matrimonio,Ana Maria Fachinetti Rible y Carmen Norma Fachinetti Rible y del segundo matrimonio Angel Nestor Fachinetti Castiñeira y Carina Fachinetti Castiñeira.
De orígenes muy humildes, fue militante colorado desde los 18 años. En 1957 fundó el Movimiento Popular Batllista.
De notoria actuación en la Unión Colorada y Batllista, ingresó a la Cámara de Diputados como primer suplente de Justino Carrere Sapriza en 1967; ocupó el escaño durante el quinquenio 1967-1972. Estrecho colaborador de Jorge Pacheco Areco, tuvo una muy activa militancia a nivel de barrios en toda la periferia de Montevideo. Fue elegido como titular en 1971, ocupando el escaño hasta el golpe de Estado del 27 de junio de 1973.
Actuó también en el Parlamento en el periodo 1995-2000 fue suplente de Jorge Pacheco Klein, y en el periodo 2000-2004 supliendo a Óscar Magurno.